# Broken Threads
Broken Threads è un film muto del 1917 prodotto, diretto e interpretato da Henry Edwards

## Trama
Una giovane, creduta morta annegata, fugge da un guardiano del faro per ritrovare il marito impazzito e accusato di omicidio.

## Produzione
Il film fu prodotto dalla Hepworth.

## Distribuzione
Distribuito dalla Butcher's Film Service, il film uscì nelle sale cinematografiche britanniche nel dicembre 1917.
Si pensa che sia andato distrutto nel 1924 insieme a gran parte degli altri film della Hepworth. Il produttore, in gravissime difficoltà finanziarie, pensò in questo modo di poter almeno recuperare l'argento dal nitrato delle pellicole.